# Magyarszerdahely
Magyarszerdahely là một thị trấn thuộc hạt Zala, Hungary. Thị trấn này có diện tích 16,22 km², dân số năm 2010 là 515 người, mật độ 32 người/km².